# Prežihov Voranc
Lovro Kuhar, bolj znan pod psevdonimom Prežihov Voranc, slovenski pisatelj in politik, * 10. avgust 1893, Podgora, Avstro-Ogrska, † 18. februar 1950, Maribor, SR Slovenija.

## Življenje
Prežihov Voranc se je rodil na Podgori pri Kotljah, kjer je tudi končal osnovno šolo. Oče Ivan Kuhar je bil tesar in kmečki najemnik, mati Margareta (rojena Krautberger) pa je bila po rodu iz nižjeplemiške družine. Ob materinih pripovedih se je oblikoval Vorančev pripovedniški dar. Ker so bili starši revni, dveh otrok niso mogli šolati, zato so na gimnazijo poslali brata Lojzeta (Alojzij Kuhar), Lovro pa je ostal doma za pomoč na kmetiji. Zaradi tega se je izobraževal sam. Med novembrom 1915 in zgodnjo zimo 1916 se je boril kot avstroogrski vojak na soški fronti, preostanek vojne pa je preživel kot interniranec. Leta 1919 se je zaposlil kot delavec, nato kot uradnik v jeklarni na Ravnah. Ker je aktivno deloval v ilegalni Komunistični partiji Jugoslavije, je moral leta 1930 v emigracijo, živel je na Dunaju, v Parizu in Moskvi. Kot agent kominterne je potoval po Evropi, zaradi komunistične dejavnosti je bil tudi večkrat zaprt. Sčasoma je postal eden vodilnih članov Komunistične partije Jugoslavije (član politbiroja CK). Po sporu z Josipom Brozom Titom se je leta 1939 ilegalno vrnil v Slovenijo in skrivaj bival v Ljubljani. Do aprila 1941, začetka druge svetovne vojne v Jugoslaviji, se je umaknil iz politike in se posvetil pisanju.
Po ustanovitvi OF se je ponovno aktiviral v partijskih organih in v različnih komisijah OF. V začetku leta 1943 so ga aretirali pripadniki MVAC in ga predali Italijanom. Ta aretacija zbuja sum načrtne izdaje, s katero naj bi nekateri vodilni komunisti želeli, da bi ga namesto njih likvidiral okupator. Po kapitulaciji Italije so ga Nemci odpeljali v zapor v Begunje in nato na nadaljnja zasliševanja na sedež gestapa v Berlin. Nemci so mu med zasliševanji ponudili predsedniško mesto slovenske marionetne države, ki bi jo poleg Ljubljanske pokrajine in Primorske sestavljali tudi Gorenjska in Štajerska, a je ponudbo odklonil. Nato so ga poslali v koncentracijsko taborišče Sachsenhausen in januarja 1945 v Mauthausen, od koder se je po vojni vrnil v domači kraj. Postal je tudi predsednik Kluba koroških Slovencev v Ljubljani.
Njegov brat Alojzij Kuhar je bil katoliški duhovnik in eden vodilnih politikov SLS.

## Literarno ustvarjanje
Spada v obdobje socialnega realizma na Slovenskem, ki je trajal od leta 1930 do leta 1941. Socialni realizem pa spada v obdobje književnost 20. stoletja. V to obdobje ga uvrščamo zaradi prevladujočih tem kmečkega človeka, proletariata, opisa usode malih ljudi. Dela Prežihovega Voranca so zajeta v učno snov srednjih šol, kjer obravnavajo novelo Samorastniki in Boj na požiralniku, v osnovni šoli pa so v učno snov zajete Ajdovo strnišče, Potolčeni kramoh, Prvo pismo, Solzice in odlomek iz romana Doberdob. Pisal pa je tudi za radio Kričač in sodeloval pri uredništvu Slovenskega zbornika.

### Za odrasle
Romani
- Požganica (1939) (COBISS)
- Doberdob (1940)
- Jamnica (1945) (COBISS)

Novele
- Boj na požiralniku (1935) (COBISS)
- Samorastniki (1940) (COBISS) (zbirka novel iz leta 1940, kjer so zbrane novele: Boj na požiralniku, Jirs in Bavh, Vodnjak, Ljubezen na odoru, Pot na klop, Prvi spopad, Odpustki in Samorastniki)

Potopisi
- Od Kotelj do Belih vod (1945) (COBISS)
- Borba na tujih tleh (1946) (COBISS)
- Gosposvetsko polje (1979) (COBISS)

Črtice
- Povesti (1925) (COBISS)
- Solzice (1949)

Zgodbe
- Naši mejniki (1946) (COBISS)
- Opustošena brajda (1946) (COBISS)

Brošure
- Boj za osvoboditev in združitev slovenskega naroda
- Za samoodločbo slovenskega naroda
- O slovenskih mejah

### Mladinska dela
Črtice
- Solzice (1949) (COBISS).
- Kanjuh iz Zagate

Zgodbe
- Čez goro k očetu (1961) (COBISS)
- Prvi maj (1961) (COBISS),
- Levi devžej (1962) (COBISS)
- Tisoč in en dan (1969) (COBISS)

## Priznanja, nagrade in počastitve
Prežihov Voranc je za črtico Solzice prejel zvezno in Prešernovo nagrado (1950), leta 1949 pa je zanje prejel tudi Levstikovo nagrado. Takrat so te nagrade prvič podelili.
Po Prežihu nosijo danes imena šole na Jesenicah, v Srednji Bistrici, v Ljubljani, v Dolini pri Trstu, v Doberdobu, v Mariboru ter na Ravnah na Koroškem. Na Prevaljah je bila ustanovljena tudi prva bralna značka – Prežihova bralna značka, ki so ji potem sledile še druge. V Koroški osrednji knjižnici dr. Franca Sušnika je Prežihova spominska soba. Tam so zbrane vse njegove knjige in prevodi njegovih del v tuje jezike. V njej so shranjeni tudi rokopisi nekaterih njegovih povesti in romanov. Po njem se imenuje tudi Knjižnica Prežihov Voranc (Ljubljana).